# Gérard Kamanda wa Kamanda
Gérard Kamanda wa Kamanda (Kikwit, diciembre de 1940 - Kinsasa, 21 de enero de 2016) fue un político de la República Democrática del Congo.

## Carrera
Fue asesor del presidente Mobutu Sese Seko y durante la décadas de 1980 y 1990, ocupó diversos cargos, entre ellos vice primer ministro, y ministro de Relaciones Exteriores en tres ocasiones; de 1983 a 1984, de 1995 a febrero de 1996 y de diciembre de 1996 a mayo de 1997, cuando el gobierno de Mobutu coyó. Kamanda fue más tarde ministro de investigación científica en el gobierno de transición.
Fue embajador de Zaire ante la Organización de las Naciones Unidas entre el 21 de septiembre de 1979 y enero de 1983. Allí, durante el mes de abril de 1982 fue Presidente del Consejo de Seguridad de Naciones Unidas. Al iniciar la guerra de las Malvinas, presidió las primeras sesiones dedicadas al conflicto, como la que aprobó la resolución 502.
Kamanda fue candidato del partido Frente Comunista Nacional, establecido en 1990, en las elecciones presidenciales de 2006. Tenía como objetivo modernizar el Congo haciendo hincapié en la ciencia y la tecnología. Expresó su preocupación por las irregularidades electorales ante la Comisión Electoral Independiente. Según los resultados provisionales, su campaña presidencial fue infructuosa y recibió menos del 3 % de los votos.